# Bahnstrecke Augsburg–Buchloe
| |                                                |                                         |                                         |
| Streckennummer (DB): | 5304                                           |                                         |                                         |
| Kursbuchstrecke (DB): | 972                                            |                                         |                                         |
| Kursbuchstrecke: | 411 (1946) 404a (Augsburg Hbf – Bobingen 1946) |                                         |                                         |
| Streckenlänge: | 39,896 km                                      |                                         |                                         |
| Spurweite: | 1435 mm (Normalspur)                           |                                         |                                         |
| Streckenklasse: | D4                                             |                                         |                                         |
| Minimaler Radius: | 401 m                                          |                                         |                                         |
| Streckengeschwindigkeit: | 160 km/h                                       |                                         |                                         |
| Zugbeeinflussung: | PZB, ZUB 262                                   |                                         |                                         |
| Zweigleisigkeit: | durchgehend                                    |                                         |                                         |
| |                                                |                                         |                                         |
| \| \| \| von Nördlingen und von Ulm Hbf \| \| \| \| 0,000 \| Augsburg Hbf \| 490 m \| \| \| \| Straßenbahn Augsburg (Gögginger Straße) \| \| \| \| \| nach München Hbf \| \| \| \| 1,293 \| Augsburg Morellstraße (Bft) \| Augsburg Morellstraße (Bft) \| \| \| \| nach Augsburg West \| \| \| \| 2,565 \| Augsburg West–Haunstetten \| Augsburg West–Haunstetten \| \| \| 2,787 \| Bundesstraße 17 (34 m) \| Bundesstraße 17 (34 m) \| \| \| 3,206 \| Augsburg Messe (seit 2000) \| Augsburg Messe (seit 2000) \| \| \| 6,501 \| Inningen (seit 2016 Bf) \| 509 m \| \| \| 12,010 \| Bobingen \| 525 m \| \| \| \| nach Kaufering \| \| \| \| \| Anschluss Industriepark Bobingen \| \| \| \| 15,600 \| Wehringen (bis 1963) \| Wehringen (bis 1963) \| \| \| 18,180 \| Großaitingen (Awanst, ehem. Bf) \| 542 m \| \| \| 20,100 \| Mittelstetten (bis 1950) \| Mittelstetten (bis 1950) \| \| \| 23,075 \| Schwabmünchen \| 560 m \| \| \| 25,512 \| Singold (20 m) \| Singold (20 m) \| \| \| 28,560 \| Westerringen \| 570 m \| \| \| 29,170 \| Westerringen Malteurop (Awanst) \| Westerringen Malteurop (Awanst) \| \| \| 32,595 \| Gennach (18 m) \| Gennach (18 m) \| \| \| 33,100 \| Lamerdingen (bis 1983) \| Lamerdingen (bis 1983) \| \| \| 34,120 \| Gennach (21 m) \| Gennach (21 m) \| \| \| 36,800 \| Dillishausen (1946–1988) \| Dillishausen (1946–1988) \| \| \| 38,708 \| Gennach (39 m) \| Gennach (39 m) \| \| \| \| von München-Pasing \| \| \| \| 39,896 \| Buchloe \| 616 m \| \| \| \| nach Lindau-Insel \| \| \| \| \| nach Memmingen \| \| \| \| \| \| \| \| Quellen: [1][2][3][4][5][6] \| \| \| \| |                                                |                                         |                                         |
| Strecke |                                                | von Nördlingen und von Ulm Hbf          | von Nördlingen und von Ulm Hbf          |
| Bahnhof | 0,000                                          | Augsburg Hbf                            | 490 m                                   |
| Kreuzung mit U-Bahn geradeaus unten |                                                | Straßenbahn Augsburg (Gögginger Straße) | Straßenbahn Augsburg (Gögginger Straße) |
| Abzweig geradeaus und nach links |                                                | nach München Hbf                        | nach München Hbf                        |
| Bahnhof | 1,293                                          | Augsburg Morellstraße (Bft)             | Augsburg Morellstraße (Bft)             |
| Abzweig geradeaus und nach rechts |                                                | nach Augsburg West                      | nach Augsburg West                      |
| Kreuzung geradeaus oben | 2,565                                          | Augsburg West–Haunstetten               | Augsburg West–Haunstetten               |
| Brücke | 2,787                                          | Bundesstraße 17 (34 m)                  | Bundesstraße 17 (34 m)                  |
| Haltepunkt / Haltestelle | 3,206                                          | Augsburg Messe (seit 2000)              | Augsburg Messe (seit 2000)              |
| Bahnhof | 6,501                                          | Inningen (seit 2016 Bf)                 | 509 m                                   |
| Bahnhof | 12,010                                         | Bobingen                                | 525 m                                   |
| Abzweig geradeaus und nach links |                                                | nach Kaufering                          | nach Kaufering                          |
| Abzweig geradeaus und nach rechts |                                                | Anschluss Industriepark Bobingen        | Anschluss Industriepark Bobingen        |
| ehemaliger Haltepunkt / Haltestelle | 15,600                                         | Wehringen (bis 1963)                    | Wehringen (bis 1963)                    |
| Blockstelle | 18,180                                         | Großaitingen (Awanst, ehem. Bf)         | 542 m                                   |
| ehemaliger Haltepunkt / Haltestelle | 20,100                                         | Mittelstetten (bis 1950)                | Mittelstetten (bis 1950)                |
| Bahnhof | 23,075                                         | Schwabmünchen                           | 560 m                                   |
| Brücke über Wasserlauf | 25,512                                         | Singold (20 m)                          | Singold (20 m)                          |
| ehemaliger Bahnhof | 28,560                                         | Westerringen                            | 570 m                                   |
| Blockstelle | 29,170                                         | Westerringen Malteurop (Awanst)         | Westerringen Malteurop (Awanst)         |
| Brücke über Wasserlauf | 32,595                                         | Gennach (18 m)                          | Gennach (18 m)                          |
| ehemaliger Bahnhof | 33,100                                         | Lamerdingen (bis 1983)                  | Lamerdingen (bis 1983)                  |
| Brücke über Wasserlauf | 34,120                                         | Gennach (21 m)                          | Gennach (21 m)                          |
| ehemaliger Haltepunkt / Haltestelle | 36,800                                         | Dillishausen (1946–1988)                | Dillishausen (1946–1988)                |
| Brücke über Wasserlauf | 38,708                                         | Gennach (39 m)                          | Gennach (39 m)                          |
| Abzweig geradeaus und von links |                                                | von München-Pasing                      | von München-Pasing                      |
| Bahnhof | 39,896                                         | Buchloe                                 | 616 m                                   |
| Abzweig geradeaus und nach links |                                                | nach Lindau-Insel                       | nach Lindau-Insel                       |
| Strecke |                                                | nach Memmingen                          | nach Memmingen                          |
| |                                                |                                         |                                         |
| Quellen: |                                                |                                         |                                         |

Die Bahnstrecke Augsburg–Buchloe, auch Singoldtalbahn, ist eine zweigleisige, nicht elektrifizierte Hauptbahn in Bayern. Sie verläuft von Augsburg nach Buchloe. Weitere größere Orte an der Strecke sind die Städte Bobingen und Schwabmünchen.

## Geschichte

### Streckenbau und Eröffnung

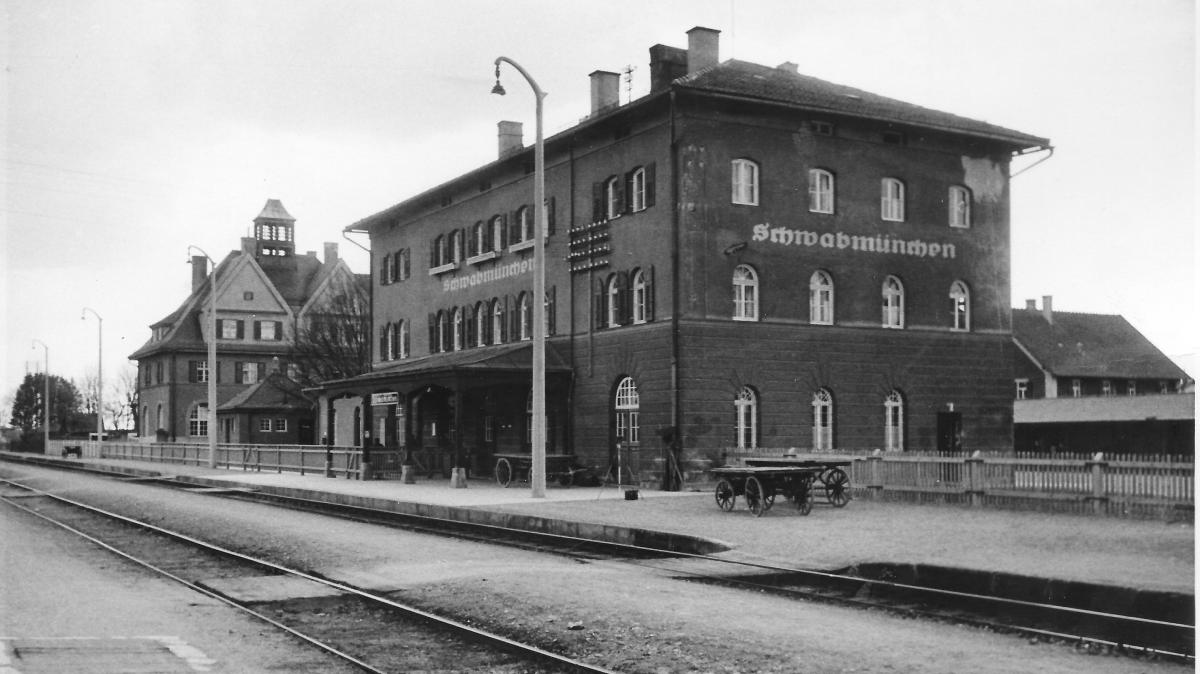
Bahnhof Schwabmünchen im Jahr 1938

Die Strecke entstand im Zuge der Ludwig-Süd-Nord-Bahn von Lindau über Kempten, Augsburg und Nürnberg nach Hof. Am 1. September 1847 wurde auf Basis eines bayerischen Gesetzes vom 25. August 1843 die 60,2 Kilometer lange Strecke vom Augsburger Hauptbahnhof über Bobingen und Buchloe bis Kaufbeuren eröffnet, wobei der 20,3 Kilometer lange Abschnitt Buchloe–Kaufbeuren heute zur Bahnstrecke Buchloe–Lindau zählt. Damit wurde aus dem südlichen Streckenabschnitt Buchloe-Kaufbeuren ein Teil der Allgäubahn, während für den 39,9 Kilometer langen, nördlichen Streckenabschnitt Augsburg-Buchloe kein eigener Name mehr gebräuchlich war.
Die Singold, ein rund 51 Kilometer langer Fluss im bayerischen Regierungsbezirk Schwaben, entspringt südlich der Stadt Buchloe und folgt stets der Bahnstrecke Augsburg–Buchloe nach Norden, bis sie in Augsburg in den Fabrikkanal (ein künstlich geschaffener Nebenarm der Wertach) mündet. Dabei durchfließt die Singold die Orte Westerringen, Schwabmünchen, Mittelstetten, Großaitingen, Wehringen, Bobingen, Inningen und Göggingen, alles Ortschaften mit einer (früheren) Eisenbahnstation. Singoldtalbahn ist also ein mehr als passender Name für die Bahnstrecke von Augsburg nach Buchloe.
Schon bei der Planung der Ludwig-Süd-Nord-Bahn hatte sich der Magistrat der alten Handelsstadt Landsberg am Lech für eine Trassierung über Landsberg eingesetzt und im Jahr 1843 einen Vorschlag zur Trassenführung von Augsburg über Haunstetten, Lechfeld, Landsberg, Waal und Unterostendorf nach Kaufbeuren vorgebracht.
Aber im Jahr 1845 entschied das Innenministerium in der Residenzstadt München, die Trasse über Bobingen, Schwabmünchen und Buchloe zu führen, da man so den bewaldeten Höhenzug zwischen den Flüssen Lech und Singold nicht durchschneiden musste.
Bei der Planung von Trassen und Stationen fand neben wirtschaftlichen (geringe Höhenunterschied hatten geringeren Brennstoffverbrauch zur Folge) und militärischen Erwägungen auch die Wichtigkeit des Ortes sowie die Größe seines Einzugsgebietes, die produzierten Mengen von landwirtschaftlichen und gewerblichen Erzeugnissen sowie das vorhandene Straßennetz Berücksichtigung. 

### Seit der Eröffnung
Nach Eröffnung der Strecke gab es laut "Übersicht der K. B. Staats-Eisenbahnen mit deren Bahnhoefen und Stationen" aus dem Jahr 1865 folgende Stationen (von Nord nach Süd):
Augsburg (Bahn-Hof), Inningen (Anhalt-Stelle), Bobingen (Expedition), Großaitingen (Anhalt-Stelle), Schwabmünchen (Wasser-Station), Westerringen (Anhalt-Stelle) und Buchloe (Wasser-Station).
Zum 15. Oktober 1882 kam als Ergänzung der Bahnhof Lamerdingen hinzu und am 1. Mai 1901 errichteten die Königlich Bayerischen Staatseisenbahnen die Haltepunkte Morellstraße, Göggingen, Wehringen und Mittelstetten.
In den Jahren 1906 bis 1908 erfolgte der zweigleisige Ausbau der Strecke (Augsburg-Bobingen 1907, Bobingen-Buchloe 1908). Einzelne Baumaßnahmen, zum Beispiel die Errichtung von Straßenunterführungen oder Gleisbettungsarbeiten, erstreckten sich noch bis in das Jahr 1910.
Am 6. Oktober 1946 wurde der Haltepunkte Dillishausen in Betrieb genommen, für den sich besonders der Bürgermeister von Dillishausen, Ludwig Stegmüller, sehr starkgemacht hatte. Es hatte so kurz nach dem Kriegsende viel Einsatz von ihm bei den zuständigen Herren der Reichsbahndirektion Augsburg bedurft.
Zuletzt ging der Haltepunkt Augsburg Messe am 28. Mai 2000 in Betrieb. Dieser Haltepunkt bei Streckenkilometer 3,2 ist im weiteren Sinne der "Nachfolger" des Haltepunktes Göggingen bei Streckenkilometer 3,4, der im Jahr 1967 von der Deutschen Bundesbahn aufgegeben worden war.
Im Zuge der Augsburg-Variante der Neu- und Ausbaustrecke Nürnberg–München war nach dem Planungsstand von 1989 vorgesehen, Schnellzüge von Augsburg Richtung München zunächst über die Bahnstrecke Augsburg–Buchloe bis südlich von Inningen zu führen, um dort in einem Bogen südlich an Königsbrunn und Merching vorbei bei Haspelmoor in die Bahnstrecke Augsburg–München einzuschwenken. Zum 28. Mai 1995 wurde der personenbediente Fahrkartenverkauf im Bahnhof Inningen eingestellt, für den Nahverkehr ein Kombi-Automat aufgestellt und für den Fernverkehr sowie für Streckenzeitkarten der Verkauf zunächst vom Bahnhof Bobingen und Augsburger Hauptbahnhof übernommen.

### Zukunftsaussichten
Im Februar 2025 wurde ein Gutachten zur Dekarbonisierung des Schienenpersonennahverkehrs in Schwaben und dem westlichen Oberbayern im Auftrag des Freistaat Bayern vorgestellt. Demnach soll der Streckenabschnitt Augsburg–Bobingen elektrifiziert werden. Auf den anschließenden Streckenabschnitt nach Buchloe sollen Akkumulatortriebwagen verkehren, deren Batterien zwischen Augsburg und Bobingen, sowie in Buchloe aufgeladen werden. Der Freistaat möchte die DB InfraGO noch im Jahr 2025 mit der Planung des Infrastrukturausbaus beauftragen.

## Personenverkehr
Im Nahverkehr verkehren fünf Regional-Express-Linien, die von DB Regio betrieben werden. Im Stundentakt verbindet die Linie RE 79 Augsburg mit Kempten. Hierfür werden Dieseltriebwagen der Baureihe 633 eingesetzt. Die Linien RE 7/17 Augsburg–Immenstadt–Lindau-Reutin/Oberstdorf verkehren mit Dieseltriebwagen der Baureihe 612 im Zweistundentakt als Flügelzug. Dabei erfolgt bis Buchloe kein Zwischenhalt, zwei Zugpaare werden bis Nürnberg durchgebunden. Gleichermaßen als Flügelzug verkehren die Linien RE 71/73 Augsburg–Türkheim–Memmingen/Bad Wörishofen im Zweistundentakt. Dabei wurden bis 2021 Dieseltriebwagen der Baureihe 642 eingesetzt und in der Regel wurde in Bobingen und Schwabmünchen gehalten. Seit Dezember 2021 fahren solche der Baureihe 612 und verkehren in der Regel ohne Zwischenhalt bis Buchloe.
Die Regionalbahn-Linien RB 69 Augsburg–Kaufering(–Landsberg) und RB 77 Augsburg–Füssen verkehren im Stundentakt. Diese werden durch die Bayerischen Regiobahn (BRB) mit Alstom-Coradia-LINT-Dieseltriebwagen betrieben.
Als Zulaufstrecke zum Allgäu findet auf der Strecke regelmäßiger Fernverkehr statt. So verkehrte beispielsweise in den 1970er und Anfang der 1980er Jahre das Eilzugpaar 2380/2381 von Augsburg nach Oberstdorf und zurück, das ab Augsburg weiter als Durchgangszug nach Hamburg-Altona fuhr. Ab dem Fahrplanjahr 1983 verkehrte das Zugpaar durchgehend als Durchgangszug, zwischen 1993 und 2000 verkehrte das Zugpaar als Interregio. In den Fahrplanjahren 2001 bis 2003 verkehrte über die Strecke ein Intercity-Zugpaar von Berlin Zoo nach Oberstdorf, ab 2003 trug das Zugpaar den Namen Nebelhorn. Ab dem Fahrplanjahr 2004 verkehrte das Intercity-Zugpaar 2084/2085 Nebelhorn wieder von und nach Hamburg-Altona, wobei der Zug zwischen Hamburg und Augsburg als Zugteil des Intercity-Zugpaars Königssee 2082/2083 verkehrte. Aufgrund eines Stellwerkschadens im Bahnhof Oberstdorf im August 2024 verkehrte das Intercity-Zugpaar Nebelhorn bis zum 1. März 2025 nicht.
DB Fernverkehr plant frühestens ab Mitte 2025 eine ICE-Verbindung von Westerland auf Sylt über Hamburg – Hannover – Kassel – Würzburg – Augsburg nach Oberstdorf. Da viele Strecken auf dieser Linie nicht elektrifiziert sind (unter anderem auch die Strecke Augsburg–Buchloe), werden die Züge des Typs ICE L mit einer Lokomotive vom Typ Siemens Vectron DualMode bespannt.